# 호계버스
호계버스(虎溪Bus)는 울산광역시에 위치한 지선버스 운송 업체이다.

## 운행 노선

### 지선버스
- 북구2번 : 북울산역 ~ 우방아파트
- 북구3번 : 동산 ~ 동산

## 운행 차종
현대 카운티로 운행한다.